# Sitalcina flava
Sitalcina flava is een hooiwagen uit de familie Phalangodidae.